# Lijst van voetbalinterlands Moldavië - Wit-Rusland
Deze lijst van voetbalinterlands is een overzicht van alle officiële voetbalwedstrijden tussen de nationale teams van Moldavië en Wit-Rusland. De voormalige Sovjet-republieken speelden tot op heden negen keer tegen elkaar. De eerste ontmoeting, een kwalificatiewedstrijd voor het Europees kampioenschap voetbal 2004, werd gespeeld in Minsk op 29 maart 2003. Het laatste duel, een groepswedstrijd tijdens de UEFA Nations League 2018/19, vond plaats op 15 oktober 2018 in de Wit-Russische hoofdstad.

## Wedstrijden
| № | Plaats   | Datum             | Competitie                  | Wedstrijd              | Uitslag |
| - | -------- | ----------------- | --------------------------- | ---------------------- | ------- |
| 1 | Minsk    | 29 maart 2003     | EK 2004 kwalificatie        | Wit-Rusland – Moldavië | 2 – 1   |
| 2 | Tiraspol | 10 september 2003 | EK 2004 kwalificatie        | Moldavië – Wit-Rusland | 2 – 1   |
| 3 | Ta' Qali | 16 februari 2004  | Vriendschappelijk           | Wit-Rusland – Moldavië | 1 – 0   |
| 4 | Minsk    | 9 oktober 2004    | WK 2006 kwalificatie        | Wit-Rusland – Moldavië | 4 – 0   |
| 5 | Chisinau | 3 september 2005  | WK 2006 kwalificatie        | Moldavië – Wit-Rusland | 2 – 0   |
| 6 | Borisov  | 10 juni 2009      | Vriendschappelijk           | Wit-Rusland – Moldavië | 2 – 2   |
| 7 | Antalya  | 28 februari 2012  | Vriendschappelijk           | Moldavië – Wit-Rusland | 0 – 0   |
| 8 | Chisinau | 11 september 2018 | UEFA Nations League 2018/19 | Moldavië – Wit-Rusland | 0 – 0   |
| 9 | Minsk    | 15 oktober 2018   | UEFA Nations League 2018/19 | Wit-Rusland – Moldavië | 0 – 0   |

## Samenvatting
| Competitie          | Totaal gespeeld | Winst Moldavië | Gelijk | Winst Wit-Rusland | Doelsaldo Moldavië – Wit-Rusland |
| ------------------- | --------------- | -------------- | ------ | ----------------- | -------------------------------- |
| WK-kwalificatie     | 2               | 1              | 0      | 1                 | 2 − 4                            |
| EK-kwalificatie     | 2               | 1              | 0      | 1                 | 3 − 3                            |
| UEFA Nations League | 2               | 0              | 2      | 0                 | 0 − 0                            |
| Vriendschappelijk   | 3               | 0              | 2      | 1                 | 2 − 2                            |
| Totaal              | 9               | 2              | 4      | 3                 | 7 − 9                            |

## Details

### Eerste ontmoeting
| EK 2004 kwalificatie (Minsk, Wit-Rusland, 29 maart 2003): |       |                    |
| Wit-Rusland                                               | 2 – 1 | Moldavië           |
| Vital Koetoezaw 43' Sergej Goerenko 58'                   | goals | 14' Boris Cebotari |

### Tweede ontmoeting
| EK 2004 kwalificatie (Tiraspol, Moldavië, 10 september 2003): |       |                           |
| Moldavië                                                      | 2 – 1 | Wit-Rusland               |
| Serghei Dadu 26' Serghei Covalciuc 87'                        | goals | 90' (pen.) Roman Vasilyuk |

### Derde ontmoeting
| Wit-Rusland         | 1 – 0 | Moldavië |
| Vyacheslav Gleb 39' | goals |          |

### Vierde ontmoeting
| Wit-Rusland                                                                          | 4 – 0 | Moldavië |
| Sergei Omelyanchuk 45' Vital Koetoezaw 65' Vital Bulyha 75' Maksim Romaschenko 90+1' | goals |          |

### Vijfde ontmoeting
| Moldavië                                  | 2 – 0 | Wit-Rusland |
| Serghei Rogaciov 17' Serghei Rogaciov 49' | goals |             |

### Zesde ontmoeting
| Wit-Rusland                               | 2 – 2 | Moldavië                                |
| Vitaliy Rodionov 3' Gennadiy Bliznyuk 26' | goals | 76' Denis Calincov 82' Valeriu Andronic |

### Zevende ontmoeting
| Moldavië | 0 – 0 | Wit-Rusland |
|          | goals |             |

FMF · A-internationals · Bondscoaches · Moldavisch vrouwenelftal · Moldavië U21 · Moldavië U20 · Moldavië U19 · Moldavië U18 · Moldavië U17 · Moldavië U16
1990 – 1999 ·
2000 – 2009 ·
2010 – 2019 ·
2020 − 2029
1991 · 1992 · 1993 · 1994 · 1995 · 1996 · 1997 · 1998 · 1999 · 2000 · 2001 · 2002 · 2003 · 2004 · 2005 · 2006 · 2007 · 2008 · 2009 · 2010 · 2011 · 2012 · 2013 · 2014 · 2015 · 2016 · 2017 · 2018 · 2019 · 2020 · 2021 · 2022 · 2023 · 2024
Albanië ·
Andorra ·
Armenië ·
Azerbeidzjan ·
Bosnië en Herzegovina ·
Bulgarije ·
Canada ·
Cyprus ·
Denemarken · 
Duitsland ·
El Salvador · 
Engeland ·
Estland ·
Faeröer ·
Finland ·
Frankrijk ·
Georgië ·
Gibraltar ·
Griekenland ·
Hongarije ·
Ierland ·
IJsland ·
Indonesië ·
Israël ·
Italië ·
Ivoorkust ·
Jordanië ·
Kaaimaneilanden ·
Kameroen ·
Kazachstan ·
Kirgizië ·
Kosovo ·
Kroatië ·
Letland ·
Liechtenstein ·
Litouwen ·
Luxemburg ·
Malta ·
Montenegro ·
Nederland ·
Noord-Ierland ·
Noord-Macedonië ·
Noorwegen ·
Oeganda ·
Oekraïne ·
Oostenrijk ·
Polen ·
Portugal ·
Qatar ·
Roemenië ·
Rusland ·
San Marino ·
Saoedi-Arabië ·
Schotland ·
Servië ·
Slovenië ·
Slowakije ·
Tsjechië ·
Turkije ·
Venezuela ·
Verenigde Arabische Emiraten ·
Verenigde Staten ·
Wales ·
Wit-Rusland ·
Zuid-Korea ·
Zweden ·
Zwitserland
BFF · A-internationals · Bondscoaches · Statistieken · Wit-Russisch vrouwenelftal · Olympisch elftal · W-Rusland U21 · W-Rusland U19 · W-Rusland U18 · W-Rusland U17 · W-Rusland U16
1990 – 1999 · 
2000 – 2009 · 
2010 – 2019 ·
2020 − 2029
1992 · 
1993 · 
1994 · 
1995 · 
1996 · 
1997 · 
1998 · 
1999 · 
2000 · 
2001 · 
2002 · 
2003 · 
2004 · 
2005 · 
2006 · 
2007 · 
2008 · 
2009 · 
2010 · 
2011 · 
2012 · 
2013 ·
2014 ·
2015 ·
2016 ·
2017 ·
2018 ·
2019 ·
2020 ·
2021 ·
2022 ·
2023
Albanië · 
Andorra · 
Argentinië · 
Armenië · 
Azerbeidzjan · 
Bahrein ·
België ·
Bosnië en Herzegovina · 
Bulgarije · 
Canada · 
Cyprus · 
Denemarken · 
Duitsland · 
Ecuador · 
Egypte · 
Engeland · 
Estland · 
Finland · 
Frankrijk · 
Gabon ·
Georgië · 
Griekenland · 
Hongarije · 
Honduras · 
Ierland ·
IJsland · 
India ·
Iran · 
Israël · 
Italië ·
Japan ·
Jordanië · 
Kazachstan ·
Kirgizië · 
Kosovo ·
Kroatië · 
Letland · 
Libië · 
Liechtenstein ·
Litouwen · 
Luxemburg · 
Malta · 
Mexico ·
Moldavië · 
Montenegro · 
Nederland · 
Nieuw-Zeeland ·
Noord-Ierland ·
Noord-Macedonië ·  
Noorwegen · 
Oekraïne · 
Oezbekistan · 
Oman · 
Oostenrijk · 
Peru · 
Polen · 
Roemenië · 
Rusland · 
San Marino · 
Saoedi-Arabië · 
Schotland · 
Slovenië · 
Slowakije · 
Spanje ·
Syrië ·
Tadzjikistan · 
Tsjechië · 
Tunesië · 
Turkije · 
Verenigde Arabische Emiraten · 
Wales · 
Zuid-Korea · 
Zweden · 
Zwitserland